# Liste der Mitgliedstaaten der Vereinten Nationen

UN-Mitglieder nach Aufnahmejahr:
Gründungsmitglieder (1945)
1946–1959
1960–1989
1990 bis heute
Nichtmitglieder mit Beobachterstatus
sonstige Nichtmitglieder

Die Vereinten Nationen (englisch United Nations, kurz UN) wurden 1945 von 51 Gründungsmitgliedern gebildet. Ihr gehören seit 2011 insgesamt 193 Staaten an, zusätzlich gibt es zwei Beobachter.

## Beitrittsverfahren
Das Beitrittsverfahren ist in Artikel 4 im Kapitel II der Charta der Vereinten Nationen geregelt. Der Antragsteller muss vom Sicherheitsrat empfohlen werden. Anschließend kann ihn die Generalversammlung per Beschluss aufnehmen.

## Liste

### Aktuelle Mitgliedstaaten
| Flagge                         | Staat                                          | Sicherheitsratsresolution (Aufnahmeantrag) | Beitrittsdatum | Bemerkung |
| ------------------------------ | ---------------------------------------------- | ------------------------------------------ | -------------- | --- |
| Afghanistan                    | Afghanistan                                    | 8 (29. Aug. 1946)                          | 19. Nov. 1946  | Ständiger Vertreter bei den Vereinten Nationen ist weiterhin ein Vertreter der Islamischen Republik Afghanistan und nicht des Taliban-Regimes. |
| Agypten                        | Ägypten                                        |                                            | 24. Okt. 1945  | Ägypten gehörte zu den Gründungsmitgliedern der Vereinten Nationen. Am 21. Februar 1958 schloss sich das Land mit Syrien zur Vereinigten Arabischen Republik (VAR) zusammen, die als einzelner Staat weiterhin den UN angehörte. Nach dem Austritt Syriens aus der VAR am 13. Oktober 1961 wurden beide Staaten wieder Einzelmitglieder der UN, und die VAR wurde am 2. September 1971 in Arabische Republik Ägypten umbenannt.                                                                                      |
| Albanien                       | Albanien                                       | 109 (14. Dez. 1955)                        | 14. Dez. 1955  | |
| Algerien                       | Algerien                                       | 176 (4. Okt. 1962)                         | 8. Okt. 1962   | |
| Andorra                        | Andorra                                        | 848 (8. Juli 1993)                         | 28. Juli 1993  | |
| Angola                         | Angola                                         | 397 (22. Nov. 1976)                        | 1. Dez. 1976   | |
| Antigua und Barbuda            | Antigua und Barbuda                            | 492 (10. Nov. 1981)                        | 11. Nov. 1981  | |
| Äquatorialguinea               | Äquatorialguinea                               | 260 (6. Nov. 1968)                         | 12. Nov. 1968  | |
| Argentinien                    | Argentinien                                    |                                            | 24. Okt. 1945  | |
| Armenien                       | Armenien                                       | 735 (29. Jan. 1992)                        | 2. März 1992   | |
| Aserbaidschan                  | Aserbaidschan                                  | 742 (14. Feb. 1992)                        | 2. März 1992   | |
| Athiopien                      | Äthiopien                                      |                                            | 13. Nov. 1945  | |
| Australien                     | Australien                                     |                                            | 1. Nov. 1945   | |
| Bahamas                        | Bahamas                                        | 336 (18. Juli 1973)                        | 18. Sep. 1973  | |
| Bahrain                        | Bahrain                                        | 296 (18. Aug. 1971)                        | 21. Sep. 1971  | |
| Bangladesch                    | Bangladesch                                    | 351 (10. Juni 1974)                        | 17. Sep. 1974  | |
| Barbados                       | Barbados                                       | 230 (7. Dez. 1966)                         | 9. Dez. 1966   | |
| Belarus                        | Belarus                                        |                                            | 24. Okt. 1945  | Die Weißrussische Sozialistische Sowjetrepublik war 1945 Bestandteil der Sowjetunion. Damit verfügte die Sowjetunion zusammen mit der Ukraine und Weißrussland als einziger Staat über effektiv drei Sitze bei den Vereinten Nationen. Am 25. August 1991 erklärte die Republik die Unabhängigkeit von der Sowjetunion. Die offizielle Bezeichnung wurde in Belarus geändert. |
| Belgien                        | Belgien                                        |                                            | 27. Dez. 1945  | |
| Belize                         | Belize                                         | 491 (23. Sep. 1981)                        | 25. Sep. 1981  | |
| Benin                          | Benin                                          | 147 (23. Aug. 1960)                        | 20. Sep. 1960  | Der Staat hieß bis zum 30. November 1975 Dahomey. |
| Bhutan                         | Bhutan                                         | 292 (10. Feb. 1971)                        | 21. Sep. 1971  | |
| Bolivien                       | Bolivien                                       |                                            | 14. Nov. 1945  | |
| Bosnien und Herzegowina        | Bosnien und Herzegowina                        | 755 (20. Mai 1992)                         | 22. Mai 1992   | Die Republik Bosnien und Herzegowina wurde am 22. Mai 1992 als neues Mitglied in die Vereinten Nationen aufgenommen, nachdem Jugoslawien zerfallen war. |
| Botswana                       | Botswana                                       | 224 (14. Okt. 1966)                        | 17. Okt. 1966  | |
| Brasilien                      | Brasilien                                      |                                            | 24. Okt. 1945  | |
| Brunei                         | Brunei                                         | 548 (24. Feb. 1984)                        | 21. Sep. 1984  | |
| Bulgarien                      | Bulgarien                                      | 109 (14. Dez. 1955)                        | 14. Dez. 1955  | |
| Burkina Faso                   | Burkina Faso                                   | 149 (23. Aug. 1960)                        | 20. Sep. 1960  | Der Staat hieß bis zum 4. August 1984 Obervolta. |
| Burundi                        | Burundi                                        | 173 (26. Juli 1962)                        | 18. Sep. 1962  | |
| Chile                          | Chile                                          |                                            | 24. Okt. 1945  | |
| China Volksrepublik            | China, Volksrepublik                           |                                            | 21. Okt. 1971  | Am 21. Oktober 1971 wurden die Sitze Chinas in Vollversammlung und Sicherheitsrat der Vereinten Nationen vom Gründungsmitglied Republik China auf die Volksrepublik China übertragen (Resolution 2758 der UN-Generalversammlung), nachdem immer mehr Staaten die Volksrepublik anerkannt hatten. |
| Costa Rica                     | Costa Rica                                     |                                            | 2. Nov. 1945   | |
| Elfenbeinküste                 | Côte d’Ivoire (Elfenbeinküste)                 | 150 (23. Aug. 1960)                        | 20. Sep. 1960  | |
| Danemark                       | Dänemark                                       |                                            | 24. Okt. 1945  | |
| Deutschland                    | Deutschland, Bundesrepublik                    | 335 (22. Juni 1973)                        | 18. Sep. 1973  | Die Bundesrepublik Deutschland und die DDR wurden am 18. September 1973 zwei selbstständige Mitglieder der Vereinten Nationen. Mit dem Wirksamwerden des Beitritts der DDR zur BRD am 3. Oktober 1990, der die Staatlichkeit der Bundesrepublik rechtlich unberührt ließ, wandelten sich die Länder der DDR in Länder der Bundesrepublik Deutschland; diese wurde (mit ganz Berlin) voll souverän und bildet nunmehr das vereinte Deutschland.                                                                       |
| Dominica                       | Dominica                                       | 442 (6. Dez. 1978)                         | 18. Dez. 1978  | |
| Dominikanische Republik        | Dominikanische Republik                        |                                            | 24. Okt. 1945  | |
| Dschibuti                      | Dschibuti                                      | 412 (7. Juli 1977)                         | 20. Sep. 1977  | |
| Ecuador                        | Ecuador                                        |                                            | 21. Dez. 1945  | |
| El Salvador                    | El Salvador                                    |                                            | 24. Okt. 1945  | |
| Eritrea                        | Eritrea                                        | 828 (26. Mai 1993)                         | 28. Mai 1993   | |
| Estland                        | Estland                                        | 709 (12. Sep. 1991)                        | 17. Sep. 1991  | |
| Eswatini                       | Eswatini                                       | 257 (11. Sep. 1968)                        | 24. Sep. 1968  | Der Staat hieß bis zum 19. April 2018 Königreich Swasiland. |
| Fidschi                        | Fidschi                                        | 287 (10. Okt. 1970)                        | 13. Okt. 1970  | |
| Finnland                       | Finnland                                       | 109 (14. Dez. 1955)                        | 14. Dez. 1955  | |
| Frankreich                     | Frankreich                                     |                                            | 24. Okt. 1945  | |
| Gabun                          | Gabun                                          | 153 (23. Aug. 1960)                        | 20. Sep. 1960  | |
| Gambia                         | Gambia                                         | 200 (15. März 1965)                        | 21. Sep. 1965  | |
| Georgien                       | Georgien                                       | 763 (6. Juli 1992)                         | 31. Juli 1992  | |
| Ghana                          | Ghana                                          | 124 (7. März 1957)                         | 8. März 1957   | |
| Grenada                        | Grenada                                        | 351 (21. Juni 1974)                        | 17. Sep. 1974  | |
| Griechenland                   | Griechenland                                   |                                            | 25. Okt. 1945  | |
| Guatemala                      | Guatemala                                      |                                            | 21. Nov. 1945  | |
| Guinea-a                       | Guinea                                         | 131 (9. Dez. 1958)                         | 12. Dez. 1958  | |
| Guinea-Bissau                  | Guinea-Bissau                                  | 356 (12. Aug. 1974)                        | 17. Sep. 1974  | |
| Guyana                         | Guyana                                         | 223 (21. Juni 1966)                        | 20. Sep. 1966  | |
| Haiti                          | Haiti                                          |                                            | 24. Okt. 1945  | Haiti stand vom 19. September 1994 bis zum 31. März 1995 unter US-amerikanisch-geführter Besatzung. |
| Honduras                       | Honduras                                       |                                            | 17. Dez. 1945  | |
| Indien                         | Indien                                         |                                            | 30. Okt. 1945  | Indien stand bis zum 15. August 1947 unter britischer Herrschaft. |
| Indonesien                     | Indonesien                                     | 86 (26. Sep. 1950)                         | 28. Sep. 1950  | Indonesien verließ die Vereinten Nationen am 20. Januar 1965, erklärte aber am 19. September 1966, die Zusammenarbeit wieder aufnehmen zu wollen. Nach Einladung der Generalversammlung vom 28. September 1966 nahmen die Vertreter Indonesiens ihren Sitz wieder ein. |
| Irak                           | Irak                                           |                                            | 21. Dez. 1945  | Irak stand vom 9. April 2003 bis zum 18. Dezember 2011 unter US-amerikanisch-geführter Besatzung. |
| Iran                           | Iran                                           |                                            | 24. Okt. 1945  | |
| Irland                         | Irland                                         | 109 (14. Dez. 1955)                        | 14. Dez. 1955  | |
| Island                         | Island                                         | 8 (29. Aug. 1946)                          | 19. Nov. 1946  | |
| Israel                         | Israel                                         | 69 (4. März 1949)                          | 11. Aug. 1949  | |
| Italien                        | Italien                                        | 109 (14. Dez. 1955)                        | 14. Dez. 1955  | |
| Jamaika                        | Jamaika                                        | 174 (12. Sep. 1962)                        | 18. Sep. 1962  | |
| Japan                          | Japan                                          | 121 (12. Dez. 1956)                        | 18. Dez. 1956  | |
| Jemen                          | Jemen                                          |                                            | 22. Mai 1990   | Rechtsnachfolger von Nordjemen und Südjemen. |
| Jordanien                      | Jordanien                                      | 109 (14. Dez. 1955)                        | 14. Dez. 1955  | |
| Kambodscha                     | Kambodscha                                     | 109 (14. Dez. 1955)                        | 14. Dez. 1955  | |
| Kamerun                        | Kamerun                                        | 133 (26. Jan. 1960)                        | 20. Sep. 1960  | |
| Kanada                         | Kanada                                         |                                            | 9. Nov. 1945   | |
| Kap Verde                      | Kap Verde                                      | 372 (18. Aug. 1975)                        | 16. Sep. 1975  | Die Republik Kap Verde hat ihren offiziellen Namen in Republik Cabo Verde geändert. Der Antrag wurde dem Generalsekretär am 24. Oktober 2013 durch den Ständigen Vertreter des Landes vorgelegt. |
| Kasachstan                     | Kasachstan                                     | 732 (23. Jan. 1992)                        | 2. März 1992   | |
| Katar                          | Katar                                          | 297 (15. Sep. 1971)                        | 21. Sep. 1971  | |
| Kenia                          | Kenia                                          | 185 (16. Dez. 1963)                        | 16. Dez. 1963  | |
| Kirgisistan                    | Kirgisistan                                    | 736 (29. Jan. 1992)                        | 2. März 1992   | |
| Kiribati                       | Kiribati                                       | 1248 (25. Juni 1999)                       | 14. Sep. 1999  | |
| Kolumbien                      | Kolumbien                                      |                                            | 5. Nov. 1945   | |
| Komoren                        | Komoren                                        | 376 (17. Okt. 1975)                        | 12. Nov. 1975  | |
| Kongo Demokratische Republik   | Kongo, Demokratische Republik                  | 142 (7. Juli 1960)                         | 20. Sep. 1960  | Vom 27. Oktober 1971 bis zum 17. Mai 1997 als Zaire. |
| Kongo Republik                 | Kongo, Republik                                | 152 (23. Aug. 1960)                        | 20. Sep. 1960  | |
| Korea Nord                     | Korea, Demokratische Volksrepublik (Nordkorea) | 702 (8. Aug. 1991)                         | 17. Sep. 1991  | |
| Korea Sud                      | Korea, Republik (Südkorea)                     | 702 (8. Aug. 1991)                         | 17. Sep. 1991  | |
| Kroatien                       | Kroatien                                       | 753 (18. Mai 1992)                         | 22. Mai 1992   | Die Republik Kroatien wurde am 22. Mai 1992 als neues Mitglied in die Vereinten Nationen aufgenommen, nachdem Jugoslawien zerfallen war. |
| Kuba                           | Kuba                                           |                                            | 24. Okt. 1945  | |
| Kuwait                         | Kuwait                                         |                                            | 14. Mai 1963   | |
| Laos                           | Laos                                           | 109 (14. Dez. 1955)                        | 14. Dez. 1955  | |
| Lesotho                        | Lesotho                                        | 225 (14. Okt. 1966)                        | 17. Okt. 1966  | |
| Lettland                       | Lettland                                       | 710 (12. Sep. 1991)                        | 17. Sep. 1991  | |
| Libanon                        | Libanon                                        |                                            | 24. Okt. 1945  | |
| Liberia                        | Liberia                                        |                                            | 2. Nov. 1945   | |
| Libyen                         | Libyen                                         | 109 (14. Dez. 1955)                        | 14. Dez. 1955  | |
| Liechtenstein                  | Liechtenstein                                  | 663 (14. Aug. 1990)                        | 18. Sep. 1990  | |
| Litauen                        | Litauen                                        | 711 (12. Sep. 1991)                        | 17. Sep. 1991  | |
| Luxemburg                      | Luxemburg                                      |                                            | 24. Okt. 1945  | |
| Madagaskar                     | Madagaskar                                     | 140 (29. Juni 1960)                        | 20. Sep. 1960  | |
| Malawi                         | Malawi                                         | 195 (9. Okt. 1964)                         | 1. Dez. 1964   | |
| Malaysia                       | Malaysia                                       | 125 (5. Sep. 1957)                         | 17. Sep. 1957  | Am 17. September 1957 wurde der Malaiische Bund Mitglied der Vereinten Nationen. Im Anschluss an die Aufnahme von Singapur, Sabah (Nordborneo) und Sarawak in den Bund wurde dieser am 16. September 1963 umbenannt und heißt seitdem Malaysia. Singapur wurde am 9. August 1965 unabhängig und trat am 21. September 1965 den Vereinten Nationen bei. |
| Malediven                      | Malediven                                      | 212 (20. Sep. 1965)                        | 21. Sep. 1965  | |
| Mali                           | Mali                                           | 159 (28. Sep. 1960)                        | 28. Sep. 1960  | |
| Malta                          | Malta                                          | 196 (30. Okt. 1964)                        | 1. Dez. 1964   | |
| Marokko                        | Marokko                                        | 115 (20. Juni 1956)                        | 12. Nov. 1956  | |
| Marshallinseln                 | Marshallinseln                                 | 704 (9. Aug. 1991)                         | 17. Sep. 1991  | |
| Mauretanien                    | Mauretanien                                    | 167 (25. Okt. 1961)                        | 27. Okt. 1961  | Ein erster Aufnahmeantrag war im November 1960 von den arabischen Mitgliedsstaaten verhindert worden, die Marokkos Ansprüche auf Mauretanien unterstützt hatten. |
| Mauritius                      | Mauritius                                      | 249 (18. April 1968)                       | 24. Apr. 1968  | |
| Mexiko                         | Mexiko                                         |                                            | 7. Nov. 1945   | |
| Mikronesien Foderierte Staaten | Mikronesien                                    | 703 (9. Aug. 1991)                         | 17. Sep. 1991  | |
| Moldau Republik                | Moldau                                         | 739 (5. Feb. 1992)                         | 2. März 1992   | |
| Monaco                         | Monaco                                         | 829 (26. Mai 1993)                         | 28. Mai 1993   | |
| Mongolei                       | Mongolei                                       | 166 (25. Okt. 1961)                        | 27. Okt. 1961  | |
| Montenegro                     | Montenegro                                     | 1691 (22. Juni 2006)                       | 28. Juni 2006  | Die Republik Montenegro wurde am 28. Juni 2006 als neues Mitglied in die Vereinten Nationen aufgenommen. Zuvor war Montenegro als Teil verschiedener Vorgängerstaaten Mitglied der UN: Bis zum Zerfall von der SFR Jugoslawien, vom 1. November 2000 bis zur Umbenennung am 4. Februar 2003 in der Bundesrepublik Jugoslawien und ab der Umbenennung in Serbien und Montenegro. Am 3. Juni 2006 erklärte Montenegro schließlich seine Unabhängigkeit.                                                                |
| Mosambik                       | Mosambik                                       | 374 (18. Aug. 1975)                        | 16. Sep. 1975  | |
| Myanmar                        | Myanmar                                        | 45 (10. April 1948)                        | 19. Apr. 1948  | Bis zum 18. Juni 1989 als Birma. |
| Namibia                        | Namibia                                        | 652 (19. April 1990)                       | 23. Apr. 1990  | |
| Nauru                          | Nauru                                          | 1249 (25. Juni 1999)                       | 14. Sep. 1999  | |
| Nepal                          | Nepal                                          | 109 (14. Dez. 1955)                        | 14. Dez. 1955  | |
| Neuseeland                     | Neuseeland                                     |                                            | 24. Okt. 1945  | |
| Nicaragua                      | Nicaragua                                      |                                            | 24. Okt. 1945  | |
| Königreich der Niederlande     | Niederlande                                    |                                            | 10. Dez. 1945  | |
| Niger                          | Niger                                          | 148 (23. Aug. 1960)                        | 20. Sep. 1960  | |
| Nigeria                        | Nigeria                                        | 160 (7. Okt. 1960)                         | 7. Okt. 1960   | |
| Nordmazedonien                 | Nordmazedonien                                 | 817 (7. April 1993)                        | 8. Apr. 1993   | Mazedonien wurde nach dem Zerfall des Gründungsmitglieds Jugoslawien selbstständig und beantragte die Aufnahme in die Generalversammlung. Aufgrund von Meinungsverschiedenheiten mit Griechenland über den Namen des Staates beschloss die Generalversammlung am 8. April 1993 die Aufnahme des Staates mit der provisorischen Bezeichnung Ehemalige Jugoslawische Republik Mazedonien. Diese provisorische Bezeichnung wurde bei den Vereinten Nationen bis zur Beilegung des Namensstreits im Jahr 2019 verwendet. |
| Norwegen                       | Norwegen                                       |                                            | 27. Nov. 1945  | |
| Oman                           | Oman                                           | 299 (30. Sep. 1971)                        | 7. Okt. 1971   | |
| Osterreich                     | Österreich                                     | 109 (14. Dez. 1955)                        | 14. Dez. 1955  | Siehe auch : Österreich in den Vereinten Nationen |
| Osttimor                       | Osttimor                                       | 1414 (23. Mai 2002)                        | 27. Sep. 2002  | |
| Pakistan                       | Pakistan                                       | 29 (12. Aug. 1947)                         | 30. Sep. 1947  | |
| Palau                          | Palau                                          | 963 (29. Nov. 1994)                        | 15. Dez. 1994  | |
| Panama                         | Panama                                         |                                            | 13. Nov. 1945  | |
| Papua-Neuguinea                | Papua-Neuguinea                                | 375 (22. Sep. 1975)                        | 10. Okt. 1975  | |
| Paraguay                       | Paraguay                                       |                                            | 24. Okt. 1945  | |
| Peru                           | Peru                                           |                                            | 31. Okt. 1945  | |
| Philippinen                    | Philippinen                                    |                                            | 24. Okt. 1945  | Die Philippinen standen bis zum 4. Juli 1946 unter US-amerikanischer Herrschaft. |
| Polen                          | Polen                                          |                                            | 24. Okt. 1945  | |
| Portugal                       | Portugal                                       | 109 (14. Dez. 1955)                        | 14. Dez. 1955  | |
| Ruanda                         | Ruanda                                         | 172 (26. Juli 1962)                        | 18. Sep. 1962  | |
| Rumänien                       | Rumänien                                       | 109 (14. Dez. 1955)                        | 14. Dez. 1955  | |
| Russland                       | Russland                                       |                                            | 24. Okt. 1945  | Rechtsnachfolger der Sowjetunion ab 24. Dezember 1991. Die Union der Sozialistischen Sowjetrepubliken war am 24. Oktober 1945 ein Gründungsmitglied der Vereinten Nationen. In einem Brief informierte der russische Präsident Boris Jelzin, dass die Russische Föderation die Mitgliedschaft der Sowjetunion übernehmen wird. |
| Salomonen                      | Salomonen                                      | 433 (17. Aug. 1978)                        | 19. Sep. 1978  | |
| Sambia                         | Sambia                                         | 197 (30. Okt. 1964)                        | 1. Dez. 1964   | |
| Samoa                          | Samoa                                          | 399 (1. Dez. 1976)                         | 15. Dez. 1976  | |
| San Marino                     | San Marino                                     | 744 (25. Feb. 1992)                        | 2. März 1992   | |
| Sao Tome und Principe          | São Tomé und Príncipe                          | 373 (18. Aug. 1975)                        | 16. Sep. 1975  | |
| Saudi-Arabien                  | Saudi-Arabien                                  |                                            | 24. Okt. 1945  | |
| Schweden                       | Schweden                                       | 8 (29. Aug. 1946)                          | 19. Nov. 1946  | |
| Schweiz                        | Schweiz                                        | 1426 (14. Juli 2002)                       | 10. Sep. 2002  | Die Schweiz ist der einzige Staat, der den Vereinten Nationen durch eine Volksabstimmung, die „Eidgenössische Volksinitiative für den Beitritt der Schweiz zur Organisation der Vereinten Nationen (UNO)“, beitrat. Die Schweiz hatte seit 1948 einen Beobachterstatus inne. |
| Senegal                        | Senegal                                        | 158 (28. Sep. 1960)                        | 28. Sep. 1960  | |
| Serbien                        | Serbien                                        | 1326 (31. Okt. 2000)                       | 1. Nov. 2000   | Rechtsnachfolger von Serbien und Montenegro. |
| Seychellen                     | Seychellen                                     | 394 (16. Aug. 1976)                        | 21. Sep. 1976  | |
| Sierra Leone                   | Sierra Leone                                   | 165 (26. Sep. 1961)                        | 27. Sep. 1961  | |
| Simbabwe                       | Simbabwe                                       | 477 (30. Juli 1980)                        | 25. Aug. 1980  | |
| Singapur                       | Singapur                                       | 213 (20. Sep. 1965)                        | 21. Sep. 1965  | |
| Slowakei                       | Slowakei                                       | 800 (8. Jan. 1993)                         | 19. Jan. 1993  | Nachfolgestaat der Tschechoslowakei. |
| Slowenien                      | Slowenien                                      | 754 (18. Mai 1992)                         | 22. Mai 1992   | Die Republik Slowenien wurde am 22. Mai 1992 als neues Mitglied in die Vereinten Nationen aufgenommen, nachdem Jugoslawien zerfallen war. |
| Somalia                        | Somalia                                        | 141 (5. Juli 1960)                         | 20. Sep. 1960  | |
| Spanien                        | Spanien                                        | 109 (14. Dez. 1955)                        | 14. Dez. 1955  | |
| Sri Lanka                      | Sri Lanka                                      | 109 (14. Dez. 1955)                        | 14. Dez. 1955  | Der Staat hieß bis zum 22. Mai 1972 Ceylon. |
| Saint Kitts Nevis              | St. Kitts und Nevis                            | 537 (22. Sep. 1983)                        | 23. Sep. 1983  | |
| Saint Lucia                    | St. Lucia                                      | 453 (12. Sep. 1979)                        | 18. Sep. 1979  | |
| Saint Vincent Grenadinen       | St. Vincent und die Grenadinen                 | 464 (19. Feb. 1980)                        | 16. Sep. 1980  | |
| Sudafrika                      | Südafrika                                      |                                            | 7. Nov. 1945   | |
| Sudan                          | Sudan                                          | 112 (6. Feb. 1956)                         | 12. Nov. 1956  | |
| Sudsudan                       | Südsudan                                       | 1999 (13. Juli 2011)                       | 14. Juli 2011  | |
| Suriname                       | Suriname                                       | 382 (1. Dez. 1975)                         | 4. Dez. 1975   | |
| Syrien                         | Syrien                                         |                                            | 24. Okt. 1945  | Syrien gehörte zu den Gründungsmitgliedern der Vereinten Nationen. Am 21. Februar 1958 schloss sich das Land mit Ägypten zur Vereinigten Arabischen Republik (VAR) zusammen, die als einzelner Staat weiterhin den UN angehörte. Nach dem Austritt Syriens aus der VAR am 13. Oktober 1961 wurden beide Staaten wieder Einzelmitglieder der UN. |
| Tadschikistan                  | Tadschikistan                                  | 738 (29. Jan. 1992)                        | 2. März 1992   | |
| Tansania                       | Tansania                                       |                                            | 26. Apr. 1964  | Rechtsnachfolger von Tanganjika und Sansibar. |
| Thailand                       | Thailand                                       | 13 (12. Dez. 1946)                         | 16. Dez. 1946  | Der Staat hieß bis zum 11. Mai 1949 Siam. |
| Togo                           | Togo                                           | 136 (31. Mai. 1960)                        | 20. Sep. 1960  | |
| Tonga                          | Tonga                                          | 1253 (28. Juli 1999)                       | 14. Sep. 1999  | |
| Trinidad und Tobago            | Trinidad und Tobago                            | 175 (12. Sep. 1962)                        | 18. Sep. 1962  | |
| Tschad                         | Tschad                                         | 151 (23. Aug. 1960)                        | 20. Sep. 1960  | |
| Tschechien                     | Tschechien                                     | 801 (8. Jan. 1993)                         | 19. Jan. 1993  | Nachfolgestaat der Tschechoslowakei. |
| Tunesien                       | Tunesien                                       | 116 (26. Juni 1956)                        | 12. Nov. 1956  | |
| Turkei                         | Türkei                                         |                                            | 24. Okt. 1945  | |
| Turkmenistan                   | Turkmenistan                                   | 741 (7. Feb. 1992)                         | 2. März 1992   | |
| Tuvalu                         | Tuvalu                                         | 1290 (17. Feb. 2000)                       | 5. Sep. 2000   | |
| Uganda                         | Uganda                                         | 177 (15. Okt. 1962)                        | 25. Dez. 1962  | |
| Ukraine                        | Ukraine                                        |                                            | 24. Okt. 1945  | Die Ukrainische Sozialistische Sowjetrepublik war 1945 eine Teilrepublik der Sowjetunion. Damit verfügte die Sowjetunion zusammen mit der Ukraine und Weißrussland als einziges Land über effektiv drei Sitze bei den Vereinten Nationen. Am 24. August 1991 erklärte die Ukraine ihre Unabhängigkeit von der Sowjetunion. |
| Ungarn                         | Ungarn                                         | 109 (14. Dez. 1955)                        | 14. Dez. 1955  | |
| Uruguay                        | Uruguay                                        |                                            | 18. Dez. 1945  | |
| Usbekistan                     | Usbekistan                                     | 737 (29. Jan. 1992)                        | 2. März 1992   | |
| Vanuatu                        | Vanuatu                                        | 489 (8. Juli 1981)                         | 15. Sep. 1981  | |
| Venezuela                      | Venezuela                                      |                                            | 15. Nov. 1945  | |
| Vereinigte Arabische Emirate   | Vereinigte Arabische Emirate                   | 304 (8. Dez. 1971)                         | 9. Dez. 1971   | |
| Vereinigte Staaten             | Vereinigte Staaten                             |                                            | 24. Okt. 1945  | |
| Vereinigtes Konigreich         | Vereinigtes Königreich                         |                                            | 24. Okt. 1945  | |
| Vietnam                        | Vietnam                                        | 413 (20. Juli 1977)                        | 20. Sep. 1977  | |
| Zentralafrikanische Republik   | Zentralafrikanische Republik                   | 154 (23. Aug. 1960)                        | 20. Sep. 1960  | |
| Zypern Republik                | Zypern                                         | 155 (24. Aug. 1960)                        | 20. Sep. 1960  | |

### Beobachterstaaten
Beobachterstaaten besitzen den Status eines permanenten Beobachters bei der Generalversammlung der Vereinten Nationen. Sie haben mit Ausnahme des Stimmrechts die Rechte eines Mitgliedstaates.
| Flagge                     | Staat / Völkerrechtssubjekt   | Generalversammlungsresolution (Beobachterstatus) | Bemerkung |
| -------------------------- | ----------------------------- | ------------------------------------------------ | --- |
| Vatikanstadt               | Heiliger Stuhl (Vatikanstadt) | 58/314 (6. Apr. 1974)                            | Der Heilige Stuhl, der die Vatikanstadt vertritt, hat seit 1974 einen Beobachterstatus. Am 1. Juli 2004 beschloss die UN-Generalversammlung dem Heiligen Stuhl den Status eines permanenten Beobachters zu verleihen. Dieser Beschluss wurde durch eine Resolution (58/314) der Generalversammlung angenommen. |
| Palastina Autonomiegebiete | Palästina, Staat              | 67/19 (29. Nov. 2012)                            | Die Palästinensische Befreiungsorganisation (PLO) erhielt 1974 einen Beobachterstatus bei den Vereinten Nationen. Die PLO war als Repräsentantin des palästinensischen Volkes anerkannt. 2012 beschloss die UN-Generalversammlung Palästina den Status eines permanenten Beobachters zu verleihen. Damit wurde Palästina als Nicht-Mitgliedsstaat mit Beobachterstatus anerkannt. Dieser Beschluss wurde durch eine Resolution (67/19) der Generalversammlung angenommen. Seitdem wird bei den Vereinten Nationen der Name Staat Palästina verwendet. |

### Ehemalige Mitgliedstaaten
| Flagge                                         | Staat                                         | Sicherheitsratsresolution (Aufnahmeantrag)                   | Mitgliedschaft                   | Bemerkung |
| ---------------------------------------------- | --------------------------------------------- | ------------------------------------------------------------ | -------------------------------- | --- |
| Taiwan                                         | China, Republik (Taiwan)                      |                                                              | 24. Okt. 1945 bis 21. Okt. 1971  | Die Republik China war Gründungsmitglied der Vereinten Nationen, dort ständiges Mitglied des Sicherheitsrates, Inhaber des Vetorechts und hatte den offiziellen Sitz Chinas inne. Die Republik China auf Taiwan verlor an Bedeutung, nachdem immer mehr Staaten die Volksrepublik China anerkannten. Am 21. Oktober 1971 wurde sowohl der Sitz in der Vollversammlung als auch im Sicherheitsrat auf die Volksrepublik übertragen (Resolution 2758 der UN-Generalversammlung). Seitdem wird die Republik China von den Vereinten Nationen nur noch als stabilisiertes De-facto-Regime angesehen, ist aber das einzige weiterhin bestehende ehemalige Mitglied. |
| Deutschland Demokratische Republik 1949        | Deutsche Demokratische Republik               | 335 (22. Juni 1973)                                          | 18. Sep. 1973 bis 2. Okt. 1990   | Die Deutsche Demokratische Republik wurde am 18. September 1973 Mitglied der Vereinten Nationen. Durch ihren Beitritt zur Bundesrepublik Deutschland am 3. Oktober 1990 erlosch die DDR als Staat und Völkerrechtssubjekt. |
| Jemen Arabische Republik                       | Jemen, Arabische Republik (Nordjemen)         | 29 (12. Aug. 1947)                                           | 30. Sep. 1947 bis 22. Mai 1990   | Die Jemenitische Arabische Republik (Nordjemen) und die Demokratische Volksrepublik Jemen (Südjemen) schlossen sich am 22. Mai 1990 zur Republik Jemen als gemeinsamen Staat zusammen, der seither als Rechtsnachfolger der beiden ehemaligen Staaten gilt. |
| Jemen Sud                                      | Jemen, Demokratische Volksrepublik (Südjemen) | 243 (12. Dez. 1967)                                          | 14. Dez. 1967 bis 22. Mai 1990   | Die Jemenitische Arabische Republik (Nordjemen) und die Demokratische Volksrepublik Jemen (Südjemen) schlossen sich am 22. Mai 1990 zur Republik Jemen als gemeinsamen Staat zusammen, der seither als Rechtsnachfolger der beiden ehemaligen Staaten gilt. |
| Jugoslawien Sozialistische Föderative Republik | Jugoslawien                                   |                                                              | 24. Okt. 1945 bis 26. April 1992 | Jugoslawien war am 24. Oktober 1945 ein Gründungsmitglied der Vereinten Nationen. Der Staat zerfiel am 26. April 1992 und erlosch als Völkerrechtssubjekt. Die anschließend gebildete Bundesrepublik Jugoslawien gilt nicht als Nachfolgestaat und wurde erst am 1. November 2000 Mitglied der Vereinten Nationen. |
| Jugoslawien Bundesrepublik 1992                | Jugoslawien/ Serbien und Montenegro           | 1326 (1. Nov. 2000)                                          | 1. Nov. 2000 bis 3. Juni 2006    | Nach der Auflösung der Sozialistischen Föderativen Republik Jugoslawien kam es am 27. April 1992 zur Neugründung der Bundesrepublik Jugoslawien. Die von ihr beanspruchte Rechtsnachfolge für das ehemalige Jugoslawien wurde jedoch von der UN in der Resolution 777 zurückgewiesen. Die neue Bundesrepublik Jugoslawien wurde stattdessen um eine Neubewerbung gleich den anderen Staaten Ex-Jugoslawiens gebeten. Die Aufnahme in die UNO erfolgte am 1. November 2000. Am 4. Februar 2003 benannte sich der Staat in Serbien und Montenegro um. Am 3. Juni 2006 erklärte sich Montenegro nach einem Referendum für unabhängig. Der Rechtsnachfolger von Serbien und Montenegro ist die Republik Serbien, die somit auch die daran geknüpfte UN-Mitgliedschaft behielt. |
| Sansibar und Pemba                             | Sansibar/ Sansibar und Pemba                  | 184 (16. Dez. 1963)                                          | 16. Dez. 1963 bis 26. April 1964 | Die Republik Tanganjika und die am 12. Januar 1964 aus dem Sultanat Sansibar entstandene Volksrepublik Sansibar und Pemba schlossen sich am 26. April 1964 zur Vereinigten Republik von Tanganjika und Sansibar als gemeinsamen Staat zusammen, der seither als Rechtsnachfolger der beiden ehemaligen Staaten gilt. Er wurde am 1. November 1964 in Vereinigte Republik Tansania umbenannt. |
| Sowjetunion                                    | Sowjetunion                                   |                                                              | 24. Okt. 1945 bis 26. Dez. 1991  | Die Union der Sozialistischen Sowjetrepubliken war am 24. Oktober 1945 ein Gründungsmitglied der Vereinten Nationen. In einem mit 24. Dezember 1991 datierten Brief informierte der russische Präsident Boris Jelzin den Generalsekretär, dass die Russische Föderation die Mitgliedschaft der Sowjetunion sowie allen seinen Rechten in den Vereinten Nationen übernehmen wird. |
| Tanganjika                                     | Tanganjika                                    | 170 (14. Dez. 1961)                                          | 14. Dez. 1961 bis 26. April 1964 | Siehe bei Sansibar. |
| Tschechien                                     | Tschechoslowakei                              |                                                              | 24. Okt. 1945 bis 31. Dez. 1992  | Der Staat wurde zum 1. Januar 1993 aufgelöst. Die Tschechische und die Slowakische Republik gelten beide als Nachfolgestaaten. |
| Vereinigte Arabische Republik                  | Vereinigte Arabische Republik                 | Keine Resolution (Rechtsnachfolger von Gründungsmitgliedern) | 21. Feb. 1958 bis 13. Okt. 1961  | Ägypten und Syrien gehörten am 24. Oktober 1945 zu den Gründungsmitgliedern der Vereinten Nationen. Auf Grund einer Volksabstimmung am 21. Februar 1958 schlossen sich Ägypten und Syrien zusammen und gründeten die Vereinigte Arabische Republik, welche die Mitgliedschaft als einzelner Staat fortsetzte. Nachdem Syrien am 13. Oktober 1961 wieder ein unabhängiger Staat geworden war, nahm es auch seine Mitgliedschaft in den Vereinten Nationen wieder auf. Die Vereinigte Arabische Republik wurde am 2. September 1971 in Arabische Republik Ägypten umbenannt. |